# Annick Alane
Annick Alane, született Annik Boyet (Carnac, 1925. szeptember 5. – Párizs, 2019. október 28.) francia színésznő.

## Filmjei
- Les pieds dans le plâtre (1965)
- Heves jeges (Hibernatus) (1969)
- Maigret felügyelő (Les enquêtes du commissaire Maigret) (1969–1972, tv-sorozat, két epizódban)
- Le petit matin (1971)
- A pofon (La gifle) (1974)
- Comme sur des roulettes (1977)
- La nuit de Saint-Germain-des-Prés (1977)
- Passe ton bac d’abord… (1978)
- Egy zsaru bőréért (Pour la peau d’un flic) (1981)
- Qu’est-ce qu’on attend pour être heureux! (1982)
- A sebesült ember (L’homme blessé) (1983)
- Főúr! (Garçon!) (1983)
- A nagy álmodozó (American Dreamer) (1984)
- A hetedik célpont (La 7ème cible) (1984)
- Parking (1985)
- Leszámolás (La baston) (1985)
- Három férfi, egy mózeskosár (3 hommes et un couffin) (1985)
- Promis… juré! (1987)
- L’orchestre rouge (1989)
- Titkolt titkosügynök (La totale!) (1991)
- Hétköznapi csetepaté (La crise) (1992)
- Germinal (1993)
- A három testvér (Les trois frères) (1995)
- Le monde de Marty (2000)
- Három apának mennyi a fele? (18 ans après) (2003)
- Viperát markolva (Vipère au poing) (2004)
- Deux jours à tuer (2008)
- La femme invisible (d’après une histoire vraie) (2009)
- Crimes en sourdine (2011)
- Szex, hazugság, vészhelyzet (La clinique de l’amour!) (2012)